# You're Only Lonely (canción)
«You're Only Lonely» es una canción interpretada por el músico estadounidense J.D. Souther. Fue publicada el 9 de noviembre de 1979 como el sencillo principal del álbum del mismo nombre.

## Composición y arreglos
La canción fue compuesta en un compás de 4
4 con un tempo de 120 pulsaciones por minuto y está escrita en la tonalidad de la mayor. Las voces van desde F♯4 a A5. «You're Only Lonely» ha sido descrita como una canción de country rock y soft rock. J.D. Souther contrató a Danny Kortchmar para tocar la guitarra, a David Sanborn el saxofón y a Phil Everly, Jackson Browne y tres miembros de Eagles (Glenn Frey, Don Felder y Don Henley) para ayudar con la armonía.

## Recepción de la crítica
Un escritor no especificado de la revista Cash Box escribió: “La voz lastimera de Souther siempre ha brillado en sus propias baladas agridulces y este es un excelente ejemplo de lo que mejor sabe hacer. Aunque no es un canto fúnebre, la canción que da nombre a su nuevo LP se hace eco de las baladas clásicas de Roy Orbison hasta el estribillo”. Un escritor no especificado de la revista Record World escribió: “La experiencia de Souther como compositor está bien documentada por las numerosas versiones de Ronstadt, Raitt y otros. Aquí continúa como un talentoso cantante/compositor/productor/guitarrista en este tan esperado primer lanzamiento de su nuevo LP. La triste balada presenta a su triste tenor con la ayuda de Eagles, Browne y profesionales del estudio”.

## Posicionamiento

### Gráfica semanal
| Gráfica (1979–80)                                 | Pico de posición |
| ------------------------------------------------- | ---------------- |
| Australia (Kent Music Report)                     | 17               |
| Canadá (RPM Top Singles)                          | 18               |
| Canadá (RPM Adult Contemporary)                   | 2                |
| Canadá (RPM Top Country Tracks)                   | 12               |
| Estados Unidos (Billboard Hot 100)                | 7                |
| Estados Unidos (Billboard Adult Contemporary)     | 1                |
| Estados Unidos (Billboard Hot Country Songs)      | 60               |
| Estados Unidos (Cash Box Top 100 Singles)         | 7                |
| Estados Unidos (Cash Box Top 100 Country Singles) | 53               |

### Gráfica de fin de año
| Gráfica (1979)                    | Pico de posición |
| --------------------------------- | ---------------- |
| Canadá (RPM Top Singles)          | 147              |
| Estados Unidos (Cash Box Top 100) | 84               |

| Gráfica (1980)                                | Pico de posición |
| --------------------------------------------- | ---------------- |
| Estados Unidos (Billboard Hot 100)            | 57               |
| Estados Unidos (Billboard Adult Contemporary) | 2                |